# Oliarus chiriquensis
Oliarus chiriquensis är en insektsart som beskrevs av Fowler 1904. Oliarus chiriquensis ingår i släktet Oliarus och familjen kilstritar.
Artens utbredningsområde är Panama. Inga underarter finns listade i Catalogue of Life.